# آرنه لارسن (متزلج قفز)
آرنه لارسن (بالنرويجية البوكمول: Arne Larsen)‏ هو متزحلق نوردي مزدوج نرويجي، ولد في 23 ديسمبر 1937 في أسكر في النرويج.

## وصلات خارجية
- آرنه لارسن على موقع الاتحاد الدولي للتزلج (القفز التزلجي) (الإنجليزية)
- آرنه لارسن على موقع الاتحاد الدولي للتزلج (التزلج النوردي المزدوج) (الإنجليزية)
- آرنه لارسن على موقع أوليمبيديا (الإنجليزية)